# Znak wysokiej wody

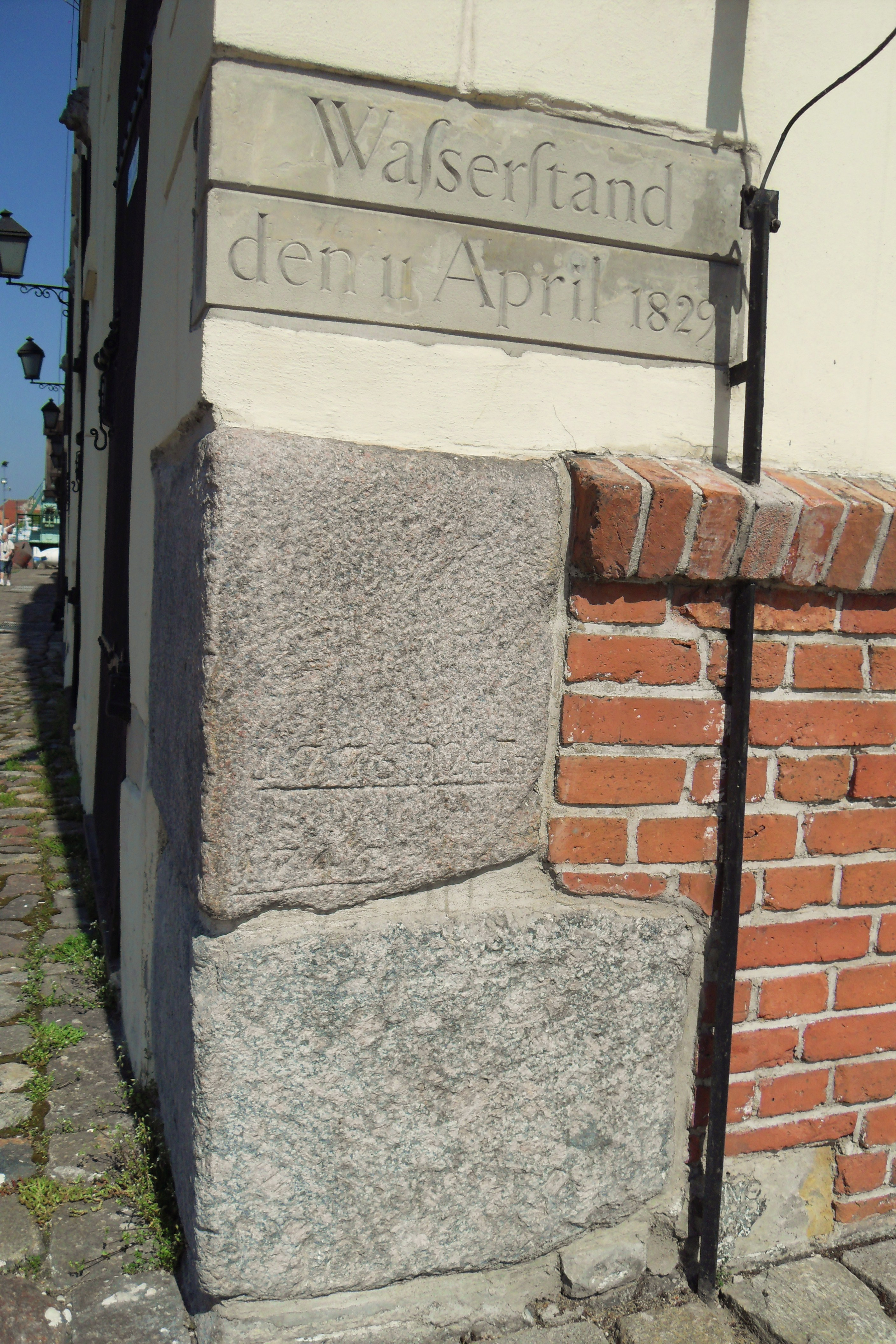
Znak wysokiej wody w Gdańsku

Znak wysokiej (wielkiej) wody – sposób oznaczania maksymalnej wysokości wezbrania wód powodziowych. Takie znaki są upamiętnieniem klęski żywiołowej, jak i ostrzeżeniem dla następnych pokoleń; jest to zwyczaj sięgający średniowiecza. Oprócz wysokości poziomu wody zawiera również datę wystąpienia powodzi. Może mieć formę wykutej linii w murze, bądź tablicy z zaznaczonym markerem.

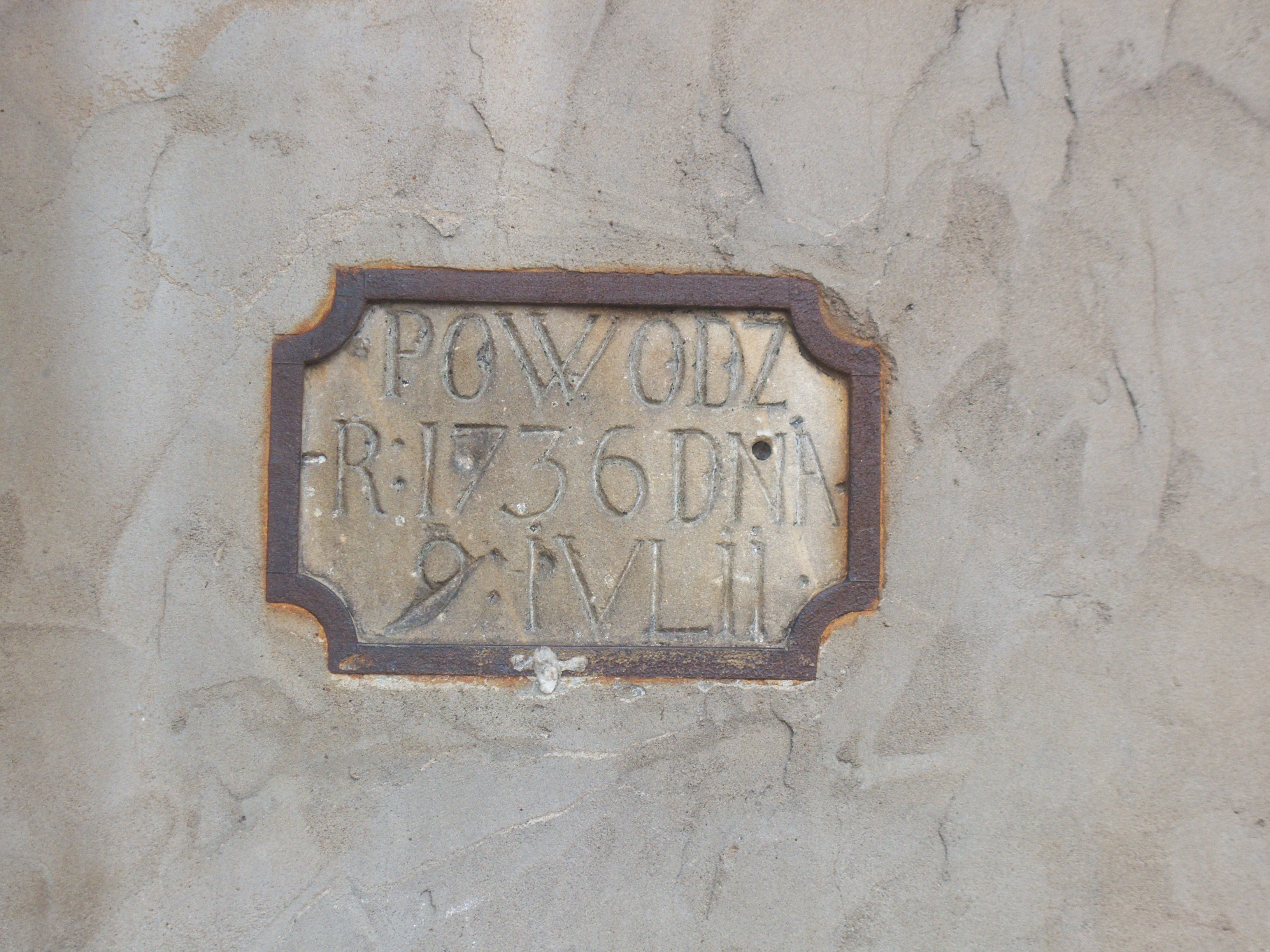
Znak wysokiej wody z 1736 na Starym Rynku w Poznaniu
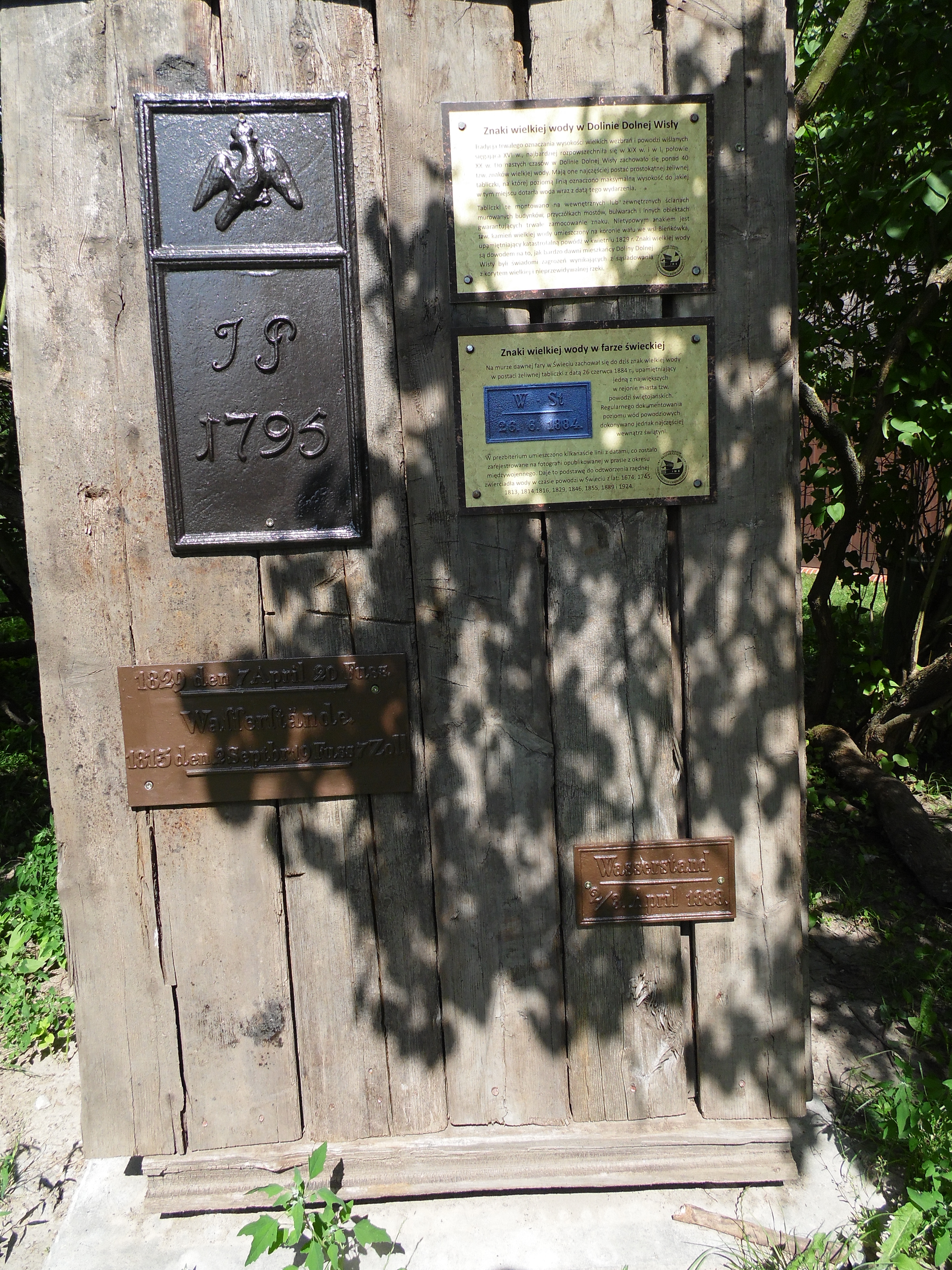
Znaki wysokiej wody w Chrystkowie
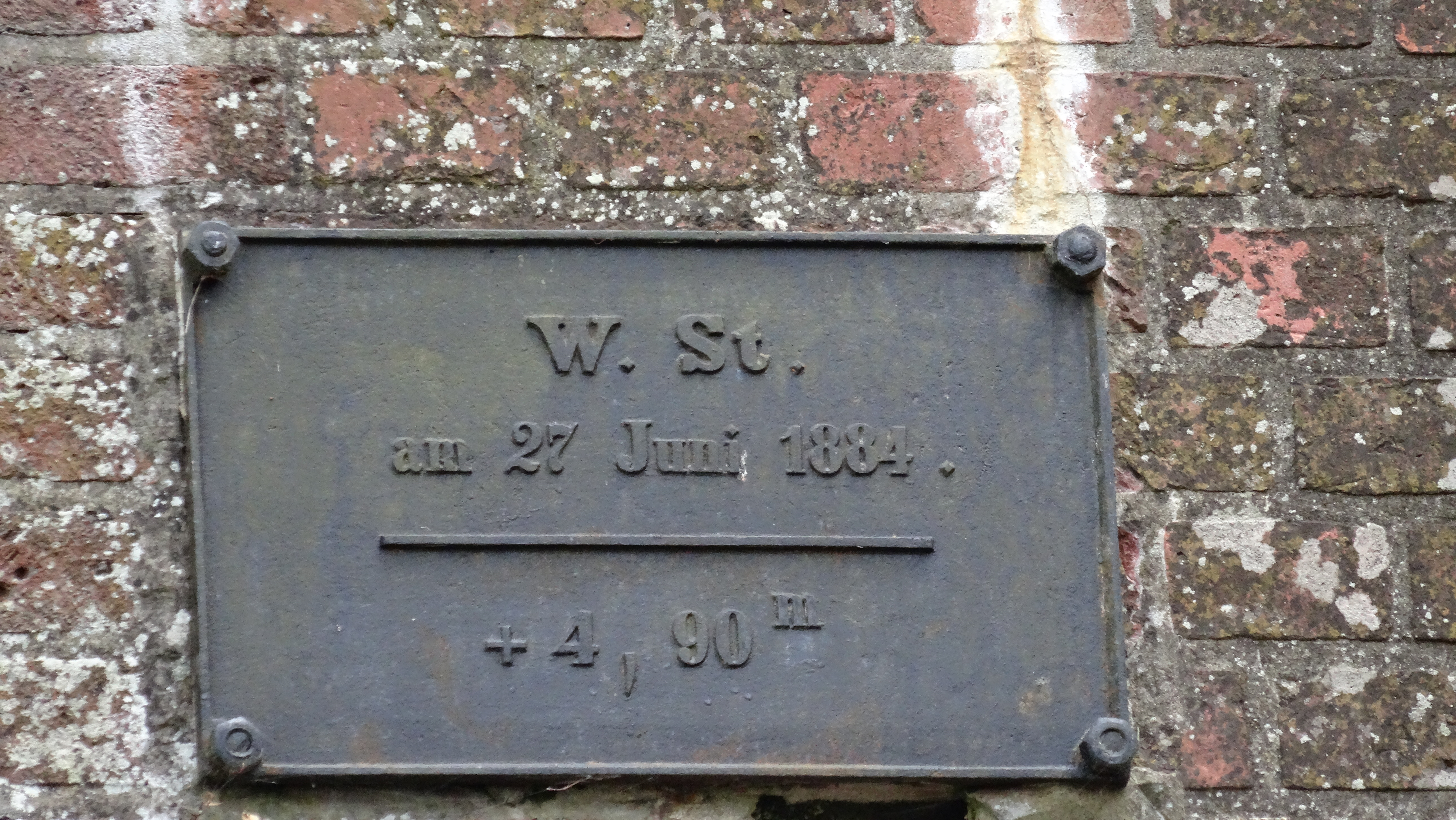
Znak wysokiej wody z 1884 na śluzie w Białej Górze, w rozwidleniu Wisły i Nogatu
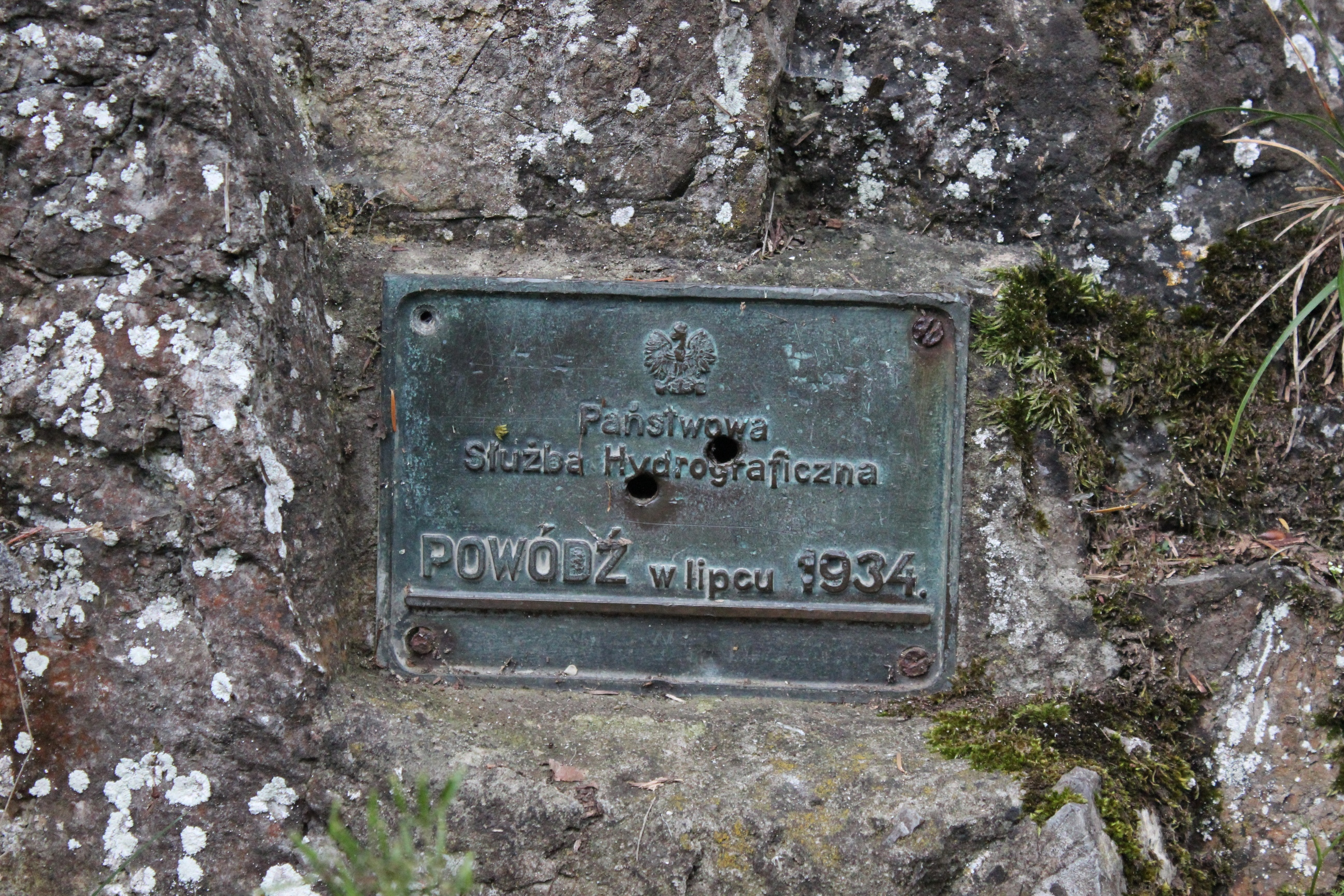
Znak wysokiej wody z 1934 przy Drodze Pienińskiej